# Atletica leggera ai Giochi della XVI Olimpiade - 100 metri piani femminili

Video della Finale (film ufficiale dei Giochi)

La competizione dei 100 metri piani femminili di atletica leggera ai Giochi della XVI Olimpiade si è disputata nei giorni 24 e 26 novembre 1956 al Melbourne Cricket Ground.

## L'eccellenza mondiale
| Campionessa olimpica 1952 | 11"5        | Marjorie Jackson   | Ritir. 1954 |
| Campionessa europea 1954  | 11"8        | Irina Turova       | Assente     |
| Primatista mondiale       | 11"3 (1955) | Shirley Strickland | Presente    |
| Vincitrice selezioni USA  | 12"0        | Isabell Daniels    | Presente    |

## La gara
La campionessa uscente Marjorie Jackson si è ritirata dalle competizioni. L'Australia ripone le sue speranze in Shirley Strickland, primatista mondiale, che però viene eliminata in batteria.

Ma le risorse dello sprint australiano sembrano inesauribili. La diciottenne Elizabeth Cuthbert, al secondo anno di attività ad alto livello, fa segnare il miglior tempo nelle batterie, 11"4.

Si qualifica per la finale arrivando seconda nella prima semifinale, vinta dalla tedesca Stubnick in 11"9; la seconda serie è appannaggio di Marlene Mathews (la vera favorita per gli australiani) in 11"6.

Finale: Betty Cuthbert sorprende le avversarie con una partenza a razzo. A metà gara ha due metri di vantaggio su Stubnick e Matthews; tiene e vince con il nuovo record olimpico.
Le due inseguitrici arrivano appaiate sul traguardo; viene loro attribuito lo stesso tempo. Il foto-finish permette di assegnare la medaglia d'argento alla tedesca per 2 centesimi di secondo.

Si classifica quinta Giuseppina Leone (11"9).

## Risultati

### Turni eliminatori
| 6 Batterie   | 24 novembre | 34 partenti   | Si qualificano le prime 2. |
| 2 Semifinali | 24 novembre | 6 + 6         | Si qualificano le prime 3. |
| Finale       | 26 novembre | 6 concorrenti |                            |

### Batterie
| Pos. | Atleta            | Nazione          | Tempo Ufficiale | Tempo Ufficioso |
| ---- | ----------------- | ---------------- | --------------- | --------------- |
| 1    | Giuseppina Leone  | Italia           | 11"8            | 12"00           |
| 2    | Vera Krepkina     | Unione Sovietica | 11"9            | 12"08           |
| 3    | Mae Faggs         | Stati Uniti      | 12"2            | 12"36           |
| 4    | Micheline Fluchot | Francia          | 12"4            | 12"55           |
| 5    | Janet Jesudason   | Singapore        | 13"2            | 13"41           |
| Rit. | Mary Rao          | India            |                 |                 |

| Pos. | Atleta           | Nazione          | Tempo Ufficiale | Tempo Ufficioso |
| ---- | ---------------- | ---------------- | --------------- | --------------- |
| 1    | Marlene Matthews | Australia        | 11"5            | 11"81           |
| 2    | Galina Režčikova | Unione Sovietica | 11"8            | 12"11           |
| 3    | Lucinda Williams | Stati Uniti      | 12"0            | 12"14           |
| 4    | Maria Kusion     | Polonia          | 12"2            | 12"34           |
| 5    | Maureen Rever    | Canada           | 12"2            | 12"36           |
| 6    | Franca Peggion   | Italia           | 12"4            | 12"55           |
| 7    | Mary Klass       | Singapore        | 12"6            | 12"57           |

| Pos. | Atleta           | Nazione       | Tempo Ufficiale | Tempo Ufficioso |
| ---- | ---------------- | ------------- | --------------- | --------------- |
| 1    | Betty Cuthbert   | Australia     | 11"4            | 11"72           |
| 2    | Isabelle Daniels | Stati Uniti   | 11"6            | 11"91           |
| 3    | Anne Pashley     | Gran Bretagna | 11"7            | 11"94           |
| 4    | Barbara Lerczak  | Polonia       | 12"2            | 12"37           |
| 5    | Maria Musso      | Italia        | 12"2            | 12"40           |
| 6    | Diane Matheson   | Canada        | 12"4            | 12"59           |

| Pos. | Atleta             | Nazione       | Tempo Ufficiale | Tempo Ufficioso |
| ---- | ------------------ | ------------- | --------------- | --------------- |
| 1    | Heather Armitage   | Gran Bretagna | 11"5            | 11"81           |
| 2    | Gisela Köhler      | Germania      | 11"7            | 11"85           |
| 3    | Shirley Strickland | Australia     | 11"7            | 11"86           |
| 4    | Eleanor Haslam     | Canada        | 11"8            | 11"98           |
| 5    | Halina Górecka     | Polonia       | 12"2            | 12"38           |
| 6    | Maeve Kyle         | Irlanda       | 12"3            | 12"48           |

| Pos. | Atleta                | Nazione          | Tempo Ufficiale | Tempo Ufficioso |
| ---- | --------------------- | ---------------- | --------------- | --------------- |
| 1    | Galina Popova         | Unione Sovietica | 11"6            | 11"86           |
| 2    | Catherine Capdevielle | Francia          | 11"7            | 12"10           |
| 3    | Inge Fuhrmann         | Germania         | 12"2            | 12"31           |
| 4    | Annie Choong          | Malesia          | 12"5            | 12"73           |

| Pos. | Atleta              | Nazione           | Tempo Ufficiale | Tempo Ufficioso |
| ---- | ------------------- | ----------------- | --------------- | --------------- |
| 1    | Christa Stubnick    | Germania          | 11"7            | 11"89           |
| 2    | June Foulds-Paul    | Gran Bretagna     | 11"9            | 12"15           |
| 3    | Margaret Stuart     | Nuova Zelanda     | 12"3            | 12"38           |
| 4    | Elaine Winter       | Sudafrica         | 12"5            | 12"59           |
| 5    | Claudette Masdammer | Guyana britannica | 12"7            | 12"87           |

### Semifinali
| Pos. | Atleta                | Nazione          | Tempo Ufficiale | Tempo Ufficioso |
| ---- | --------------------- | ---------------- | --------------- | --------------- |
| 1    | Christa Stubnick      | Germania         | 11"9            | 12"05           |
| 2    | Betty Cuthbert        | Australia        | 12"0            | 12"08           |
| 3    | Giuseppina Leone      | Italia           | 12"1            | 12"22           |
| 4    | June Foulds-Paul      | Gran Bretagna    | 12"1            | 12"24           |
| 5    | Galina Popova         | Unione Sovietica | 12"2            | 12"34           |
| 6    | Catherine Capdevielle | Francia          | 12"4            | 12"53           |

| Pos. | Atleta           | Nazione          | Tempo Ufficiale | Tempo Ufficioso |
| ---- | ---------------- | ---------------- | --------------- | --------------- |
| 1    | Marlene Matthews | Australia        | 11"6            | 11"80           |
| 2    | Heather Armitage | Gran Bretagna    | 11"6            | 11"87           |
| 3    | Isabelle Daniels | Stati Uniti      | 11"7            | 11"94           |
| 4    | Gisela Köhler    | Germania         | 11"9            | 12"07           |
| 5    | Vera Krepkina    | Unione Sovietica | 11"9            | 12"07           |
| 6    | Galina Režčikova | Unione Sovietica | 12"1            | 12"23           |

### Finale
| Pos.    | Corsia | Atleta           | Età | Nazione       | Tempo Ufficiale | Tempo Ufficioso |
| ------- | ------ | ---------------- | --- | ------------- | --------------- | --------------- |
| Oro     | 4      | Betty Cuthbert   | 18  | Australia     | 11"5            | 11"82           |
| Argento | 1      | Christa Stubnick | 22  | Germania      | 11"7            | 11"92           |
| Bronzo  | 3      | Marlene Matthews | 22  | Australia     | 11"7            | 11"94           |
| 4       | 6      | Isabelle Daniels | 19  | Stati Uniti   | 11"8            | 11"98           |
| 5       | 5      | Giuseppina Leone | 21  | Italia        | 11"9            | 12"07           |
| 6       | 2      | Heather Armitage | 23  | Gran Bretagna | 12"0            | 12"10           |